# Plator himalayaensis
Plator himalayaensis är en spindelart som beskrevs av Benoy Krishna Tikader och Gajbe 1976. Plator himalayaensis ingår i släktet Plator och familjen Trochanteriidae. Inga underarter finns listade i Catalogue of Life.